# Ichikawa Danjūrō IX
Ichikawa Danjūrō IX, född 1838, död 13 september 1903, var en japansk Kabukiskådespelare. Ichikawa Danjūrō IX var utomordentligt populär och har ansetts som Japans främste skådespelare.
Familjen Ichikawa Danjūrō förknippas med en typ av kraftig scensminkning som kallas kumadori.